# Portones Shopping
Portones Shopping es un centro comercial de la ciudad de Montevideo, ubicado en el barrio de Carrasco, sobre las avenidas Bolivia e Italia. 

## Historia

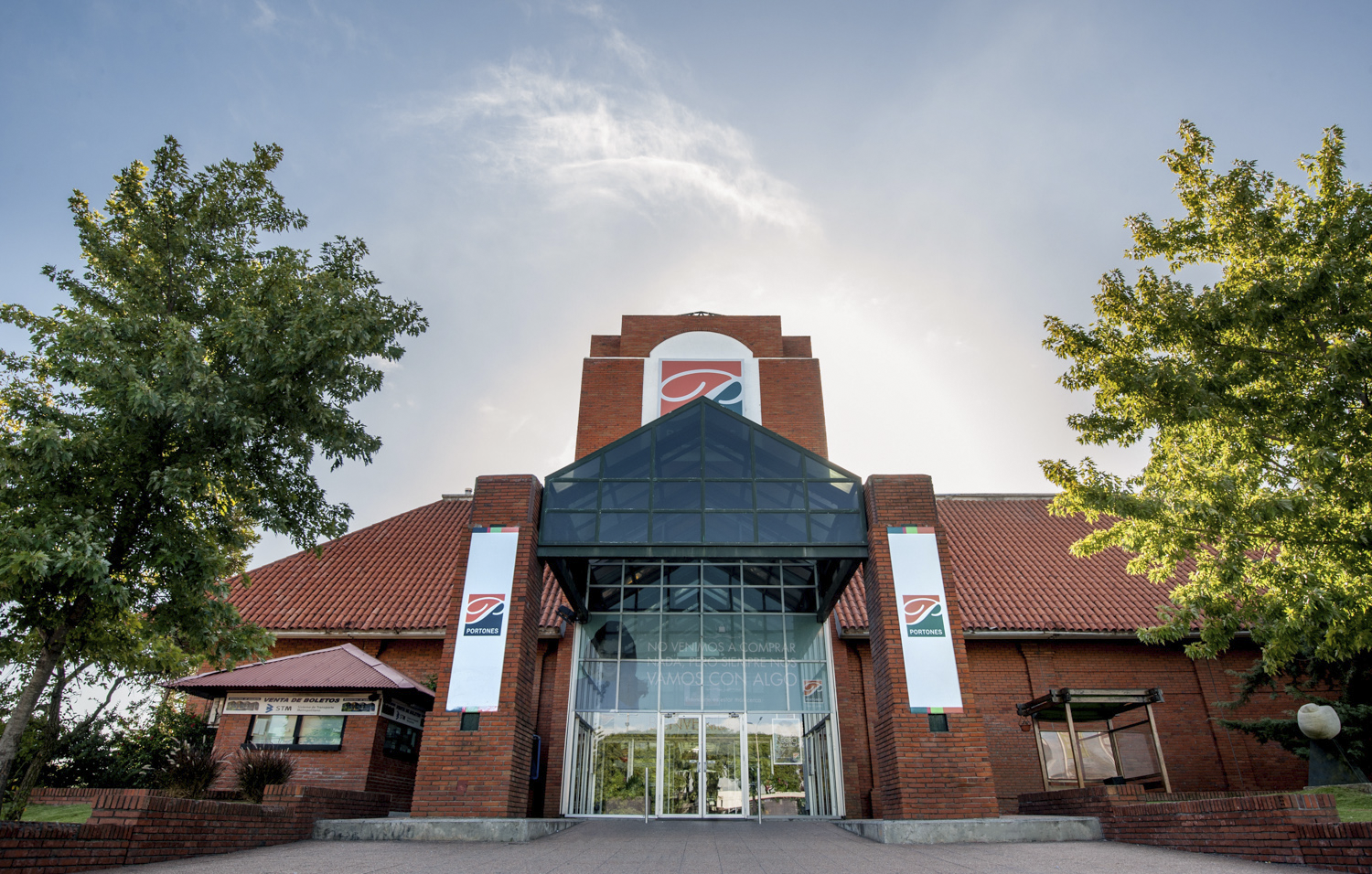
Entrada principal a Portones Shopping.

El proyecto surge en 1989 cuando Carlos Metzen, Oscar Sena, Luis Lecueder y Carlos Lecueder compran un terreno ubicado en Avenida Italia y Avenida Bolivia, propiedad de la familia Mendizábal. El arquitecto encargado para dicho proyecto sería Guillermo Gómez Platero, quien proyectó y desarrolló un edificio acorde a la estética del barrio jardín (compuesta de ladrillos, teja y mucho verde). Debido a las complicaciones con permisos municipales y complejidades durante la construcción el centro comercial fue inaugurado al público el 31 de mayo de 1994. Desde su proyección y apertura el proyecto estuvo en manos del Estudio Luis Lecueder, estudio que en la actualidad frente del mismo.
La primera empresa en reservar un local fue Foto Martín el 9 de agosto de 1991. Posteriormente en 1992 comenzarían a  firmarse los contratos siendo los primeros Foto Martín, Papelería El Plata, Play and Rec el 21 y Pasqualini. Pasqualini cumplía así con la cábala de Renato Azzoni, de ser siempre el 4º contrato firmado en un centro comercial, la última en firmar fue Tiendas Montevideo, siendo esta una de las únicas nombradas anteriormente que continúa en el centro comercial. Posteriormente se instalarían  Sisí, San Roque y Copacabana. En 1999 se instaló el Movie Center con el concepto de salas multiplex, constituyéndose en el primer complejo cinematográfico del país. Más adelante se agregaría el Hipercentro Devoto.

## Instalaciones
Lindero al edificio, sobre avenida Bolivia se encuentra la Terminal Portones del Sistema de Transporte Metropolitano, con servicio de transporte hacia muchos puntos y zonas de la ciudad.

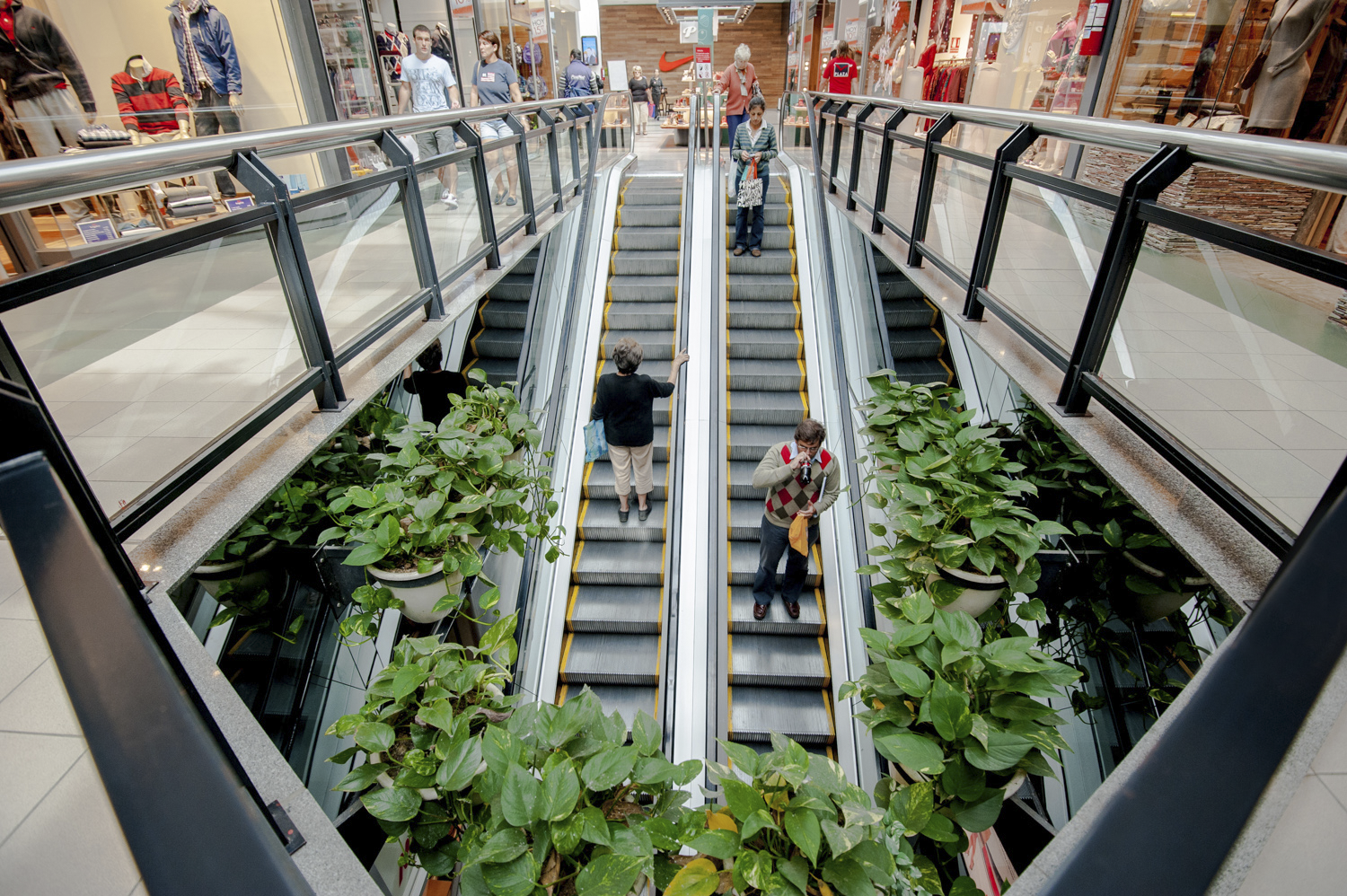
Escaleras mecánicas, en el interior de Portones Shopping.